# Utbildningsvetenskap vid Linköpings universitet
Utbildningsvetenskap vid Linköpings universitet är universitetets enhet för lärarutbildning och därtill relaterad forskning. Förutom utbildningar till lärare i förskola, grundskola och gymnasium finns också utbildningar till speciallärare, specialpedagog och – som enda universitet eller högskola i landet – folkhögskolelärare.
Till dessa utbildningar är kopplade ett antal magisterprogram, både nationella och internationella, med inriktningar mot pedagogiskt arbete, specialpedagogik, utomhuspedagogik och vuxenutbildning.
Utbildningsvetenskaplig forskning bedrivs nu inom fem olika forskningsmiljöer i Linköping och Norrköping. Den behandlar lärande och undervisning bland barn, ungdomar och vuxna och berör samtliga skolformer från förskola till högskolestudier, men även pedagogiska verksamheter vid sidan av utbildningssystemet. Det förekommer såväl tvärvetenskaplig som disciplinär forskning. 
Utbildning och forskning bedrivs i Linköping och Norrköping.